# サイテーションインデックス

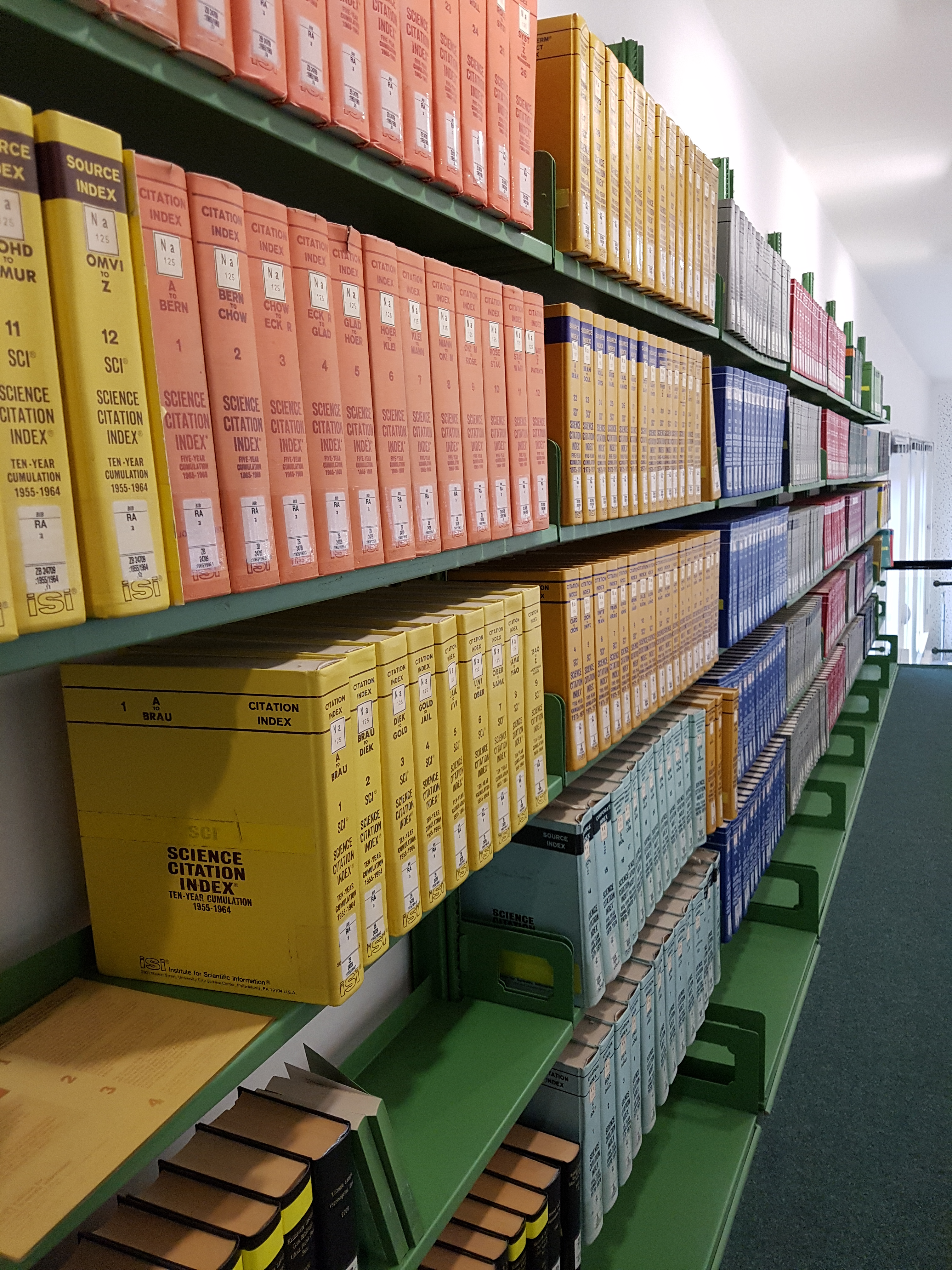
印刷された引用索引
ゲッティンゲン大学図書館の書架

サイテーションインデックス（英語: citation index）とは、文献の間の引用情報に関する索引であり、ある文献がどのようなより新しい文献によって引用されているかを読者が容易に知ることができるものである。日本語では「引用文献索引」や「引用索引」とも呼ばれる。

## 概要
サイテーションインデックスで検索することで、特定の著者やテーマに関する学術論文を探したり、論文が引用している文献や、特定の論文を引用している論文や特許等を検索することができる。これにより、ある論文が根拠としている情報の確認や、論文の出版後の訂正やコメント、反論等も検索が可能である。
Institute for Scientific Information (ISI) が学術雑誌に関する最初のサイテーションインデックス Science Citation Index を1960年に開始した。現在では主に電子媒体で利用される機会が増え、複数のデータベースが利用できる。
- Web of Science(en)[3] - トムソン・ロイターが提供。有料。論文誌の影響度の指標であるインパクトファクターの算出にも用いられる。トムソン・ロイターはこの引用情報に基づき、ノーベル賞受賞者の予測も行っている[4]。
- Scopus(en)[5] - Elsevierが提供。有料で、大学・研究所等の機関単位での契約が必要。
- Google Scholar[6] - Googleが提供。無料だが、個人サイト等の学術文献以外の情報も検索結果に混じる。

なお学術論文は基本的に英語で書かれるため、検索条件も英語で指定する必要がある（各国ローカルな論文についてはこの限りではない）。